# Ухаживание
Уха́живание — в социологии обычай, согласно которому один человек оказывает знаки внимания другому человеку. Имеет различную нормативную организацию в разных культурах. В биологии — поведение животного, предшествующее спариванию.

## Продолжительность
Средняя продолжительность ухаживания значительно варьируется по всему миру. Кроме того, существует огромное индивидуальное различие между парами. Ухаживание может быть полностью опущено, как в случае некоторых устроенных браков, когда пара не встречается до свадьбы.
В Соединенном Королевстве опрос 3000 помолвленных или состоящих в браке пар привел к тому, что средняя продолжительность ухаживания от первой встречи до принятия предложения о браке составляет 2 года и 11 месяцев, при этом женщины чувствуют себя готовыми принять их в среднем 2 года и 7 месяцев. Что касается продолжительности между предложением и свадьбой, опрос, проведенный в Великобритании, показал в среднем 2 года и 3 месяца.

## Роли
Поскольку у многих видов именно самка играет главную роль в выкармливании и защите потомства, она составляет наиболее ценную часть «видового капитала». Кроме того, один самец часто способен оплодотворить несколько самок, и по этой причине отдельные самцы также менее ценны биологически. Вероятно, поэтому ухаживание так часто входит в задачи именно самца.
В традиционных человеческих обществах, как правило, активен мужчина, однако в прогрессивных обществах с развитой культурой (европейском и североамериканском) женщине позволено выступать в качестве инициатора ухаживания.
При полигамных отношениях самец во время ухаживания заинтересован в скорейшем спаривании, чтобы перейти к следующей самке, в то время как самка старается увеличить период ухаживания, чтобы выбрать достойнейшего самца из многих вариантов.

## Функции
Главная задача ухаживания — помочь самке и самцу лучше узнать друг друга и выстроить доверительные отношения. Помимо этого, ухаживание заставляет самку и самца согласовывать свои действия во время спаривания и ускоряет гормональное развитие самки.

## Поведение во время ухаживания
- Демонстративное поведение. Самец подчёркивает своё здоровье, репродуктивные способности и принадлежность к тому же виду, что и самка
- Прихорашивание (например, у человека)[7]
- Пение (например, у птиц)
- Танец (например, у насекомых и рыб)[4]
- Подчинение (самка выражает готовность выполнять требования самца)[6]
- Кормление (самец кормит самку[4]; В. Дольник считает поцелуй формой такого поведения у человека[6])
- Умиротворение (самка демонстрирует слабость и беззащитность, чтобы избежать агрессии со стороны самца)[4]

## Отклонения
Генетические мутации могут вызвать отклонения при ухаживании, ведущие к невозможности спаривания. Например, у насекомых нарушается структура песни самца или он адресует её представителям своего пола.